# Palazzo Corsini alla Lungara

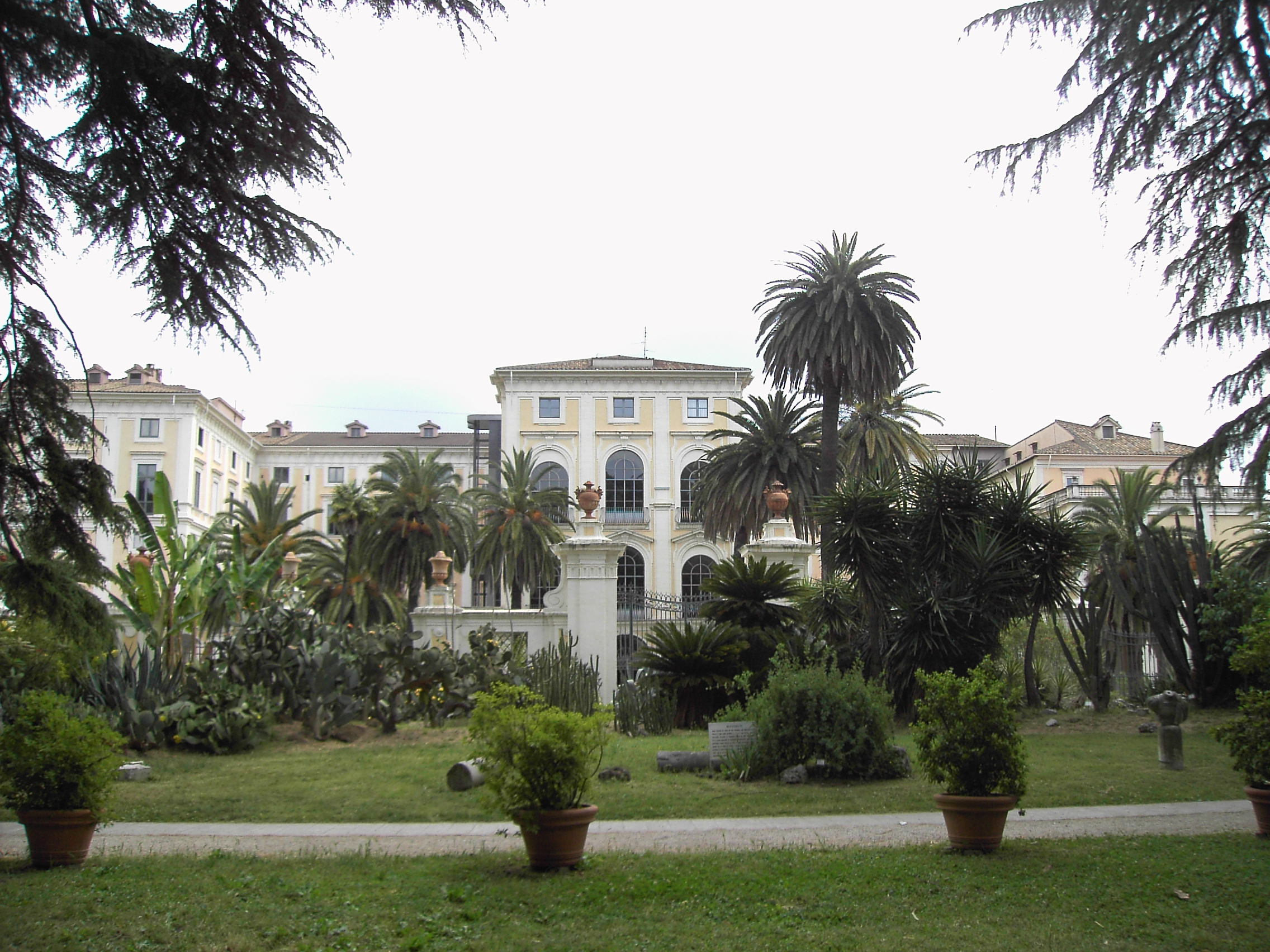
Fachada posterior do Palazzo Corsini alla Lungara.

O Palazzo Corsini alla Lungara é um proeminente palácio do barroco tardio em Roma. Foi erguido para a família Corsini, entre 1730 e 1740, baseado em desenhos de Ferdinando Fuga, surgindo como uma elaboração do edifício previamente existente no local, uma villa quatrocentista da família Riario. Fica localizado no rione Trastevere, próximo da Villa Farnesina. 

## História
Entre 1659 e 1689, o antigo palácio Riario hospedou a excêntrica Rainha Cristina da Suécia, a qual abdicou, converteu-se ao catolicismo e mudou-se para Roma. Sob o seu patrocínio, o palácio serviu de local para as primeiras reuniões da romana Accademia dell'Arcadia, cuja sede actual se encontra a pouca distância, no sopé do Janículo.

Entrada do Palazzo Corsini alla Lungara.

Em 1736, o cardeal florentino Neri Corsini, sobrinho do Papa Clemente XII (antigo Cardeal Lorenzo Corsini), adquiriu a villa e as terras em seu redor, tendo confiado os trabalhos de reestruturação do palácio ao seu conterrâneo Ferdinando Fuga, o qual já estava envolvido nas obras papais do Palácio do Quirinal e do Palazzo della Consulta. Fuga transformou a pequena villa suburbana dos Riario num verdadeiro palácio régio, redobrando a extensão da fachada e remediando a considerável largura com a junção de dez gigantescas bandas lombardas, mais adensadas em correspondência com o eixo central. Mais movimentada é a fachada posterior, voltada ao vastíssimo jardim, com três corpos de construções salientes. De entre estes corpos, o central, ocupado por uma escadaria monumental, é particularmente proeminente, sendo um dos mais belos de Roma. A escadaria, com as suas grandes janelas, serve também de belvedere panorâmico sobre os jardins, os quais sobem pela colina do Janículo, fazendo parte de um jardim botânico.
Durante a ocupação napoleónica de Roma, o palácio hospedou Joseph Bonaparte, irmão do Imperador. 
Actualmente, o palácio acolhe alguns gabinetes da Accademia dei Lincei (a Academia Nacional de Ciência) e da Galleria Corsini.
O Palazzo Corsini alla Lungara não é o único Palácio Corsini na Itália; existem vários palácio pertencentes a vários ramos desta família florentina, a qual adquiriu e reestruturou este palácio romano somente depois de um dos seus membros ter ascendido ao papado. Outro palácio da família digno de nota é o Palazzo Corsini al Parione, localizado nas margens do Rio Arno, em Florença.

## Galeria Corsini

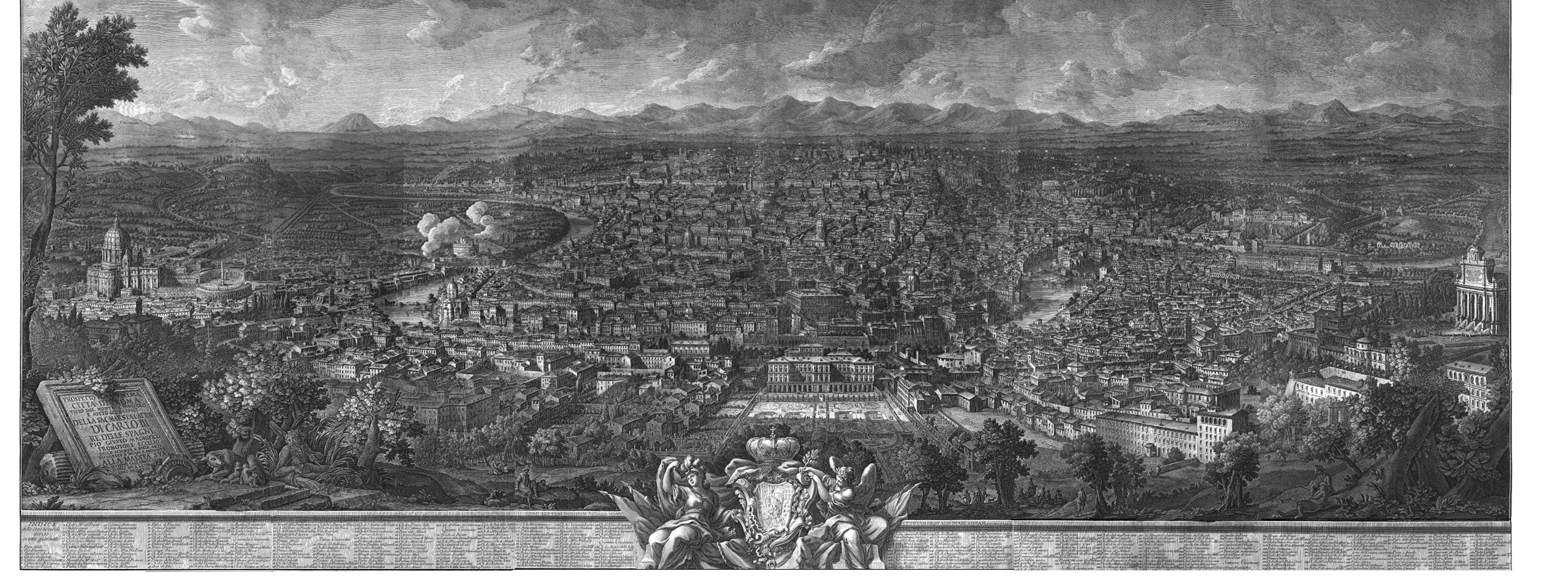
Vista de Roma a partir do Janículo, de Giuseppe Vasi, com o Palazzo Corsini alla Lungara ao centro.

No interior do Palazzo Corsini alla Lungara encontra-se, actualmente, a Galeria Corsini, com obras de Beato Angelico, Jacopo Bassano, Caravaggio, Rubens e José de Ribera entre outros, e a sede da Accademia dei Lincei. No jardim está sediado o Horto Botânico de Roma.
A Galleria Nazionale d'Arte Antica di Palazzo Corsini ("Galeria Nacional de Arte Antiga do Palácio Corsini"), um proeminente museu de arte, ocuipa o primeiro andar do palácio. As colecções de Arte Antica (tipicamente posteriores ao ano 1000) em Roma encontram-se dispersas por vários locais, incluindo o Palazzo Barberini, a Galleria Borghese e o próprio Palazzo Corsini alla Lungara.
A maior parte das principais obras presentes na Galeria Corsini foi doada pela família Corsini. Estas obras foram, inicialmente, reunidas pelo ávido coleccionador seiscentista, o Cardeal Neri Maria Corsini, sendo a colecção ampliada por outros membros da família e pelas colecções do Papa Clemente XII e do seu sobrinho. 
Em 1883, este palácio e os seus conteúdos foram vendidos ao estado italiano,tendo a colecção ficado exposta na sua localização original. A colecção compreende um leque de obras que inclui a principal arte italiana desde o início do Renascimento até ao final do século XVIII. Existem trabalhos tanto religiosos como históricos, assim como paisagens e pinturas de género.

### Lista parcial da colecção
| Etiqueta | Pintor                                 | Periodo     | Trabalho                                                                | Data    | Ligação |  |
| -------- | -------------------------------------- | ----------- | ----------------------------------------------------------------------- | ------- | ------- |  |
| 1        | Beato Angelico                         |             | Pentecostes, Ascensão e o Juízo Final                                   |         |         |  |
| 2        | Cavalier d'Arpino                      | 1560-1640   | Ressurreição de Lázaro                                                  |         |         |  |
| 3        | Jacopo Bassano                         | 1515-1592   | Adoração dos pastores                                                   |         |         |  |
| 4        | Marco Benefial                         | 1684-1786   | Visão de Santa Catarina de Génova                                       |         |         |  |
| 5        | Annibale Carracci                      | 1560-1609   | São Francisco                                                           |         |         |  |
| 6        | Caravaggio                             |             | São João Baptista                                                       | c. 1600 |         |  |
| 7        | Marten Van Cleef                       |             | Festividade rural                                                       |         |         |  |
| 8        | Donato Creti                           | 1671-1749   | Adoração pelos Magos                                                    |         |         |  |
| 9        | Donato Creti                           | 1671-1749   | Visão de Jacob                                                          |         |         |  |
| 10       | Cristoph van Der Lamen                 |             | O salvamento                                                            |         |         |  |
| 11       | Anthony van Dyck                       | 1599-1641   | Madonna della Paglia                                                    |         |         |  |
| 12       | Marcantonio Franceschini               | 1648-1729   | Ascensão de Madalena                                                    |         |         |  |
| 13       | Francesco Francia                      | 1450-1517   | São Jorge e o dragão                                                    |         |         |  |
| 14       | Orazio Gentileschi                     | 1563-1646   | Madonna e criança                                                       |         |         |  |
| 15       | Luca Giordano                          | 1634-1705   | Cristo frente aos doutores                                              |         |         |  |
| 16       | Luca Giordano                          | 1634-1705   | Entrada de Cristo em Jerusalém                                          |         |         |  |
| 17       | Guercino                               | 1591-1666   | Apolo e Marisas                                                         |         |         |  |
| 18       | Hans Hoffmann                          |             | O Leproso                                                               |         |         |  |
| 19       | Angelika Kauffmann                     |             | Retrato                                                                 |         |         |  |
| 20       | Giovanni Lanfranco                     |             | São Pedro e Santa Ágata                                                 |         |         |  |
| 21       | Giovanni Lanfranco                     | 1582-1647   | Ascensão de Madalena                                                    |         |         |  |
| 22       | Giovanni Lanfranco                     | 1582-1647   | Tamara e Judite                                                         |         |         |  |
| 23       | Mastre do Julgamento de Solomão        |             | Renegação de Pedro                                                      |         |         |  |
| 24       | Carlo Maratta                          | 1625-1713   | Madonna com o Menino                                                    |         |         |  |
| 25       | Carlo Maratta                          | 1625-1713   | Jovem São João Baptista & Anjos                                         |         |         |  |
| 26       | Carlo Maratta                          | 1625-1713   | Trindade                                                                |         |         |  |
| 27       | Carlo Maratta                          | 1625-1713   | Martírio de São André                                                   |         |         |  |
| 28       | Carlo Maratta                          | 1625-1713   | Rebeca no bem                                                           |         |         |  |
| 29       | Carlo Maratta                          | 1625-1713   | Fuga para o Egipto                                                      |         |         |  |
| 30       | Agostino Masucci                       | 1690-1768   |                                                                         |         |         |  |
| 31       | Pier Francesco Mola                    | 1612-1666   | Homero                                                                  |         |         |  |
| 32       | Bartolomeo Esteban Murillo             |             | Madonna com o Menino                                                    |         |         |  |
| 33       | Giovanni Battista Piazzetta            | 1682-1754   | Judite                                                                  |         |         |  |
| 34       | Nicolas Poussin                        |             | Triufo de Ovídio                                                        |         |         |  |
| 35       | Mattia Preti                           | 1613-1699   | Tributo de ouro                                                         |         |         |  |
| 36       | Mattia Preti                           | 1613-1699   | São Bartolomeu                                                          |         |         |  |
| 37       | Guido Reni                             | 1575-1642   | Retrato de Beatrice Cenci                                               |         |         |  |
| 38       | Guido Reni                             | 1575-1642   | Madalena                                                                |         |         |  |
| 39       | Guido Reni                             | 1575-1642   | Ecce Homo                                                               |         |         |  |
| 40       | Guido Reni                             | 1575-1642   | Salomé com a cabeça do Baptista, São José e Cristo coroado com espinhos |         |         |  |
| 41       | Guido Reni                             | 1575-1642   | Herodes                                                                 |         |         |  |
| 42       | Guido Reni                             | 1575-1642   | São José                                                                |         |         |  |
| 43       | José de Ribera                         |             | Vénus e Adónis morto                                                    |         |         |  |
| 44       | Giovan Francesco Romanelli             | 1610-1662   | Adoração pelos Magos                                                    |         |         |  |
| 45       | Giovan Francesco Romanelli             | 1610-1662   | Adoração pelos pastores                                                 |         |         |  |
| 46       | Theodor Rombouts                       | 1597-1637   | Concerto                                                                |         |         |  |
| 47       | Salvator Rosa                          | 1615-1673   |                                                                         |         |         |  |
| 48       | Peter Paul Rubens                      | 1577-1640   | São Sebastião curado por anjos                                          |         |         |  |
| 49       | Giovanni Battista Salvi (Sassoferrato) | 1605-1685   |                                                                         |         |         |  |
| 50       | Andrea del Sarto                       | 1486-1531   | Madonna com o Menino                                                    |         |         |  |
| 51       | Bartolomeo Schedoni                    | 1578-1615   |                                                                         |         |         |  |
| 52       | Johann Heinrich Schonfeld              | 1609 - 1683 |                                                                         |         |         |  |
| 53       | Gerard Seghers                         | 1591-1651   |                                                                         |         |         |  |
| 54       | Massimo Stanzione                      | 1585-1656   |                                                                         |         |         |  |
| 55       | Nicolas Tournier                       | 1590-1657   |                                                                         |         |         |  |
| 56       | Francesco Trevisani                    |             | Martírio de São Lourenço                                                |         |         |  |
| 57       | Francesco Trevisani                    |             | Martírio de Santa Lúcia                                                 |         |         |  |
| 58       | Francesco Trevisani                    |             | A Virgem sofrendo                                                       |         |         |  |
| 59       | Francesco Trevisani                    |             | Madalena                                                                |         |         |  |
| 60       | Lucas Van Uder                         | 1595-1672   |                                                                         |         |         |  |
| 61       | Gaspar Van Wittel                      | 1595-1672   |                                                                         |         |         |  |
| 62       | Simon Vouet                            |             | Herodes                                                                 |         |         |  |
| 63       | Philips Wouwerman                      | 1619 - 1668 |                                                                         |         |         |  |